# Dan Fouts
Pro Football Hall of Fame 1993
(en) Statistiques sur pro-football-reference
Daniel Francis Fouts, né le 10 juin 1951 à San Francisco (Californie), est un sportif professionnel américain de football américain ayant évolué au poste de quarterback pendant quinze saisons dans la National Football League (NFL).
Étudiant à l'université de l'Oregon, il y joué pour les Ducks pendant trois saisons avant d'être sélectionné en 84e choix global lors du 3e tour de la draft 1973 de la NFL par la franchise des Chargers de San Diego.
Fouts effectue toute sa carrière professionnelle pour les Chargers.
Il est sélectionné à six reprises pour le Pro Bowl (1979 — Pro Bowl MVP —, 1980, 1981, 1982, 1983 et 1985). En 1982, il est désigné meilleur  joueur offensif de la saison par l'Associated Press et MVP de la saison par la Pro Football Writers of America.
Son numéro « 14 » a été retiré par les Chargers.
Foutsa été intronisé au Pro Football Hall of Fame en 1993 et fait partie de l'équipe NFL de la décennie 1980.